# Church Pulverbatch
Church Pulverbatch est une paroisse civile et un village du Shropshire, en Angleterre.